# 2,4,6-Трихлорфенол
2,4,6-трихлорфенол, також відомий як ТХФ, TCP, Dowicide 2S, Dowcide 2S, omal — хлорирований фенол, що використовувався як фунгіцид, гербіцид, інсектицид, антисептик, дефоліант і консервант. Це жовтуваті голкоподібні кристали із гострим солодким запаом, що нагадує йодоформ. При нагріванні розпадається з утвореннят токсичного диму, що містить хлороводень і молекулярний хлор.
Ця речовина є канцерогеном для тварин, викликаючи лімфому, лейкемію і рак печінки у випадку споживання у їжу. Класифікується як речовина групи B2 (ймовірний канцероген людини) Агентством охорони навколишнього середовища США. Комерційно наявні зразки технічного рівня очищення можуть також містити поліхлорировані дібензодіоксини (PCDDs), поліхлорировані дібензофурани (PCDFs) та інші забруднюючі речовини.
2,4,6-трихлорфенол є звичайним забруднювачем навколишнього середовища, знайдений в прісноводних озерах.

## Ресуси Інтернету
- International Chemical Safety Card 1122